# Fischreis
Fischreis ist der Begriff für einen künstlichen Laich- und Hege-Platz für die junge Fisch-Brut als Schutz gegen Fressfeinde.

## Verwendung
Der Fischreis ist eine althergebrachte Schutzmaßnahme für Fischbrut, verwendet vor allem am Untersee des Bodensees. Eine Karte aus dem Jahr 1900 verzeichnet schon die Standorte rund um den Untersee. Aktuell sind weit über hundert Reiser im See, die für den Wassersport im Normalfall keine Gefahr darstellen, da sie unterhalb der Wysse im Haldenbereich des Sees, also mindestens 10 Meter unter der Wasseroberfläche angebracht sind. Lediglich im Bereich des Konstanzer Pegels befinden sich die Reise nur ein bis zwei Meter unter dem Wasserspiegel.

## Bauweise
Die klassische Form eines Fischreises ist ein Kasten, heute kommen jedoch auch runde Formen vor. Der Kasten hat einen Durchmesser von rund 15 Metern, der an in den Seeboden geschlagenen Pfählen mit einem Abstand von rund ein bis eineinhalb Meter befestigt wird.
Dieser Kasten wird dann mit größeren Astpartien von Obstgehölzen gefüllt, unter denen der Laich und die Jungfische vor natürlichen Feinden relativ gut geschützt sind.
Begrenzt wird das Fischreis durch vier Wehrpfähle. Innerhalb dieser Wehrpfähle darf nur der Eigentümer des Reises Fischfang ausüben, wobei oftmals gute Fangergebnisse bei Raubfischen zu erzielen sind.
Gekennzeichnet werden die Reise heute auch durch schwimmende Plastikkanister, die am Reis verankert sind.